# Солярный климат

На экваторе, где солнечные лучи бывают перпендикулярны земной поверхности, одна и та же солнечная энергия распределяется на меньшую площадь, соответственно каждый участок получает больше лучистой энергии, чем в других широтах

Солярный климат (радиационный климат) — рассчитываемое теоретически поступление и распределение по поверхности земного шара солнечного излучения, при этом не учитываются климатообразующие факторы конкретной местности, он зависит от астрономических факторов, географической широты и времени года.
Лучистая энергия Солнца, является важнейшим элементом климата, влияющим на остальные его характеристики, в первую очередь на температуру. Огромная энергия, освобождающаяся в процессе ядерного синтеза на Солнце, излучается в космическое пространство. Мощность солнечного излучения, получаемого планетой, зависит от её размеров и расстояния от Солнца. В верхней части земной атмосферы каждый квадратный метр, перпендикулярный солнечным лучам, получает 1365 Вт ±3,4 % солнечной энергии. Суммарный поток солнечного излучения, проходящий за единицу времени через единичную площадку, ориентированную перпендикулярно потоку, на расстоянии одной астрономической единицы от Солнца вне земной атмосферы, называется солнечная постоянная. Энергия варьирует в течение года вследствие эллиптичности земной орбиты, наибольшая мощность поглощается Землёй в январе. Несмотря на то, что около 31 % полученного излучения отражается обратно в пространство, оставшейся части достаточно для поддержания атмосферных и океанических течений, и для обеспечения энергией почти всех биологических процессов на Земле.

Соотношение наклона оси вращения Земли с положением тропиков (северного и южного) и полярных кругов

Энергия, получаемая земной поверхностью, зависит от угла падения солнечных лучей. Она является наибольшей, если этот угол прямой, так как при наклонном падении лучей та же энергия распределяется на большую площадь. Однако большая часть земной поверхности не перпендикулярна солнечным лучам. Наклон лучей зависит от широты местности, времени года и суток, наибольшим он является в полдень 22 июня севернее тропика Рака и 22 декабря южнее тропика Козерога, в тропиках максимум (90°) достигается 2 раза в год.
Другим важнейшим фактором, определяющим широтный климатический режим, является продолжительность светового дня. За полярными кругами, то есть севернее 66,5° с. ш. и южнее 66,5° ю. ш., продолжительность светового дня изменяется от нуля (зимой) до 24 часов летом, на экваторе круглый год 12-часовой день. Так как сезонные изменения угла наклона и продолжительности дня более заметны в более высоких широтах, амплитуда колебаний температур в течение года снижается от полюсов к низким широтам.